# Gilman (Minnesota)
Gilman è un comune degli Stati Uniti d'America, situato nello Stato del Minnesota, nella contea di Benton.